# NGC 5489
NGC 5489 (другие обозначения — ESO 271-21, PGC 50701) — спиральная галактика (Sa) в созвездии Центавр.
Этот объект входит в число перечисленных в оригинальной редакции «Нового общего каталога».